# الدلفين (كوكبة)
الدلفين هي كوكبة صغيرة منتمية للنصف الشمالي للكرة الأرضية . مركزها بين الثعلب الأصغر والعقاب والفرس الأصغر. عدد نجومها ٢٠ أجملها من المرتبة الرابعة. أشهر نجومها النير الذي على الذنب ويدعى ذنب الدلفين وعمود الصليب. أما الأربعة التي في وسط العنق فتدعى الصليب.

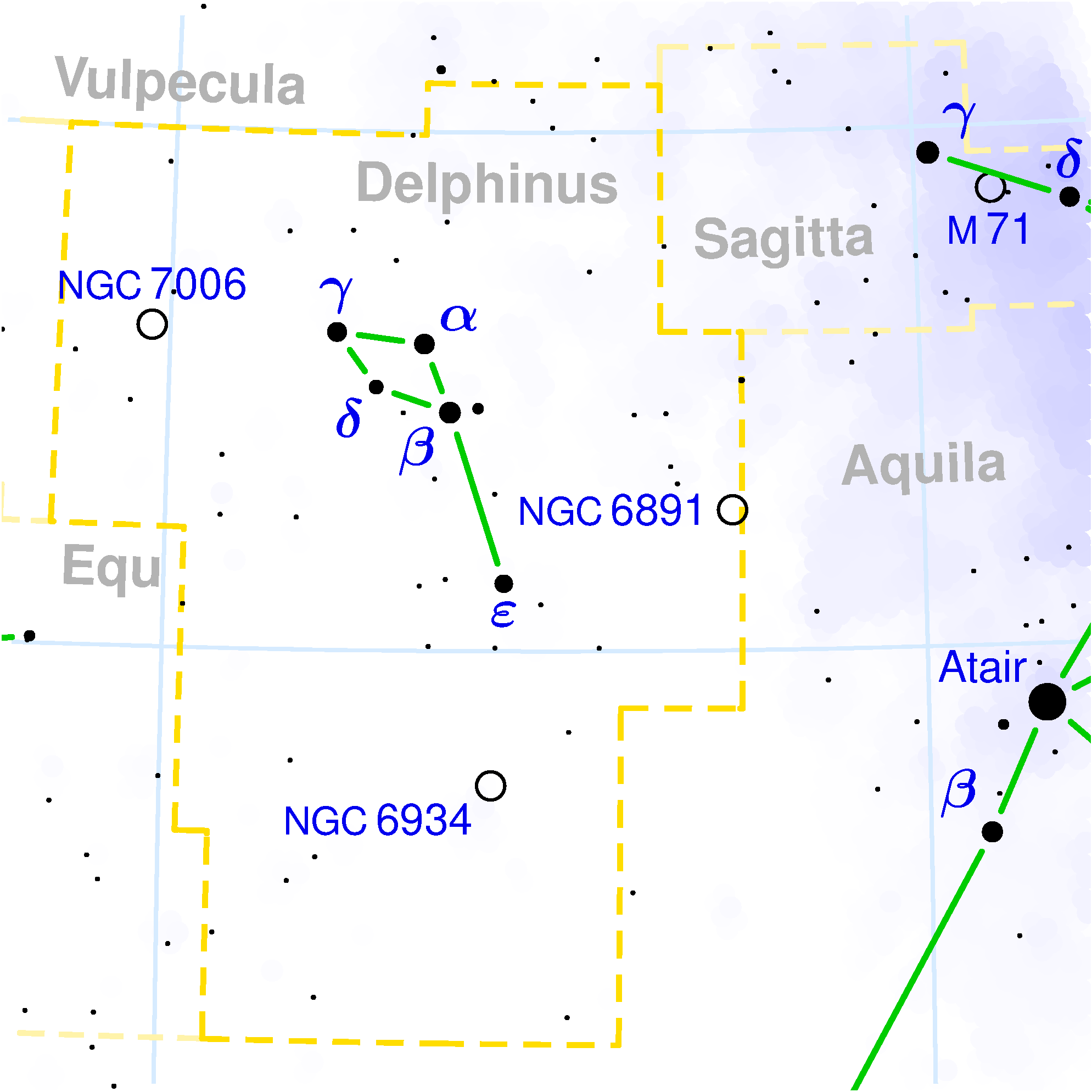
الدلفين.